# Justin Bomboko
Justin Marie Bomboko Lokumba Is’Elenge, né le 22 septembre 1928 et décédé à Bruxelles le 10 avril 2014, fut le tout premier ministre des affaires étrangères du Congo indépendant. Il est considéré comme une des icônes de la politique du pays pour avoir participé, avec Patrice-Emery Lumumba, à la signature de l’acte consacrant l’indépendance du Congo belge, devenu Zaïre, puis république démocratique du Congo (RDC), il était le patriarche des anamongo un ensemble de peuple de la république démocratique du Congo.

## Biographie
Le patriarche Justin Bomboko était le chef des Anamongo, un ensemble de peuple de la république démocratique du Congo. Il détient la plus longue carrière politique en république démocratique du Congo, il fut ministre commissaire général aux Affaires étrangères et au Commerce extérieur et à la suite du premier coup d'État du général Mobutu, il devient premier ministre (président du Collège des commissaires généraux) de 1960 à 1961, vice-premier ministre ministre des affaires étrangères, en 1963 ministre de la Justice, de 1965 à 1969 ambassadeur du Zaïre à Washington,en 1981 vice-premier ministre chargé des affaires étrangères et de la coopération internationale, en 1982 ambassadeur du Zaïre près le Royaume de Belgique avec juridiction sur les Pays-Bas, le Grand-Duché de Luxembourg et la Communauté économique européenne  ,en 2002 vice-président du sénat et en 2010 en tant que témoin privilégié de l'indépendance d'où il a été élevé au grade de grand cordon de l'ordre des Héros nationaux "rang de ministre".

### Études
Très jeune, il se fait remarquer pour sa vivacité d’esprit par les missionnaires. Il se retrouve en secondaire au «Groupe scolaire» de Coquilhatville (Mbandaka). En 1951, il décroche son diplôme de fin d’étude à l’École des sciences politiques et administratives de Lovanium-Kisantu.
Son diplôme en poche, il travaille, trois ans durant, dans l’administration coloniale de Coquilhatville.
En 1955, avec l'appui du Ministre libéral des Colonies Auguste Buisseret, il part donc faire ses études à l’université libre de Bruxelles dont il est le premier congolais diplômé,.

### Vie politique
Tout premier ministre des Affaires étrangères du Congo indépendant, l’homme, en dépit de son penchant pour la frivolité, a laissé l’image d’un grand diplomate.
Le ministère des Affaires étrangères de la république démocratique du Congo est son œuvre.

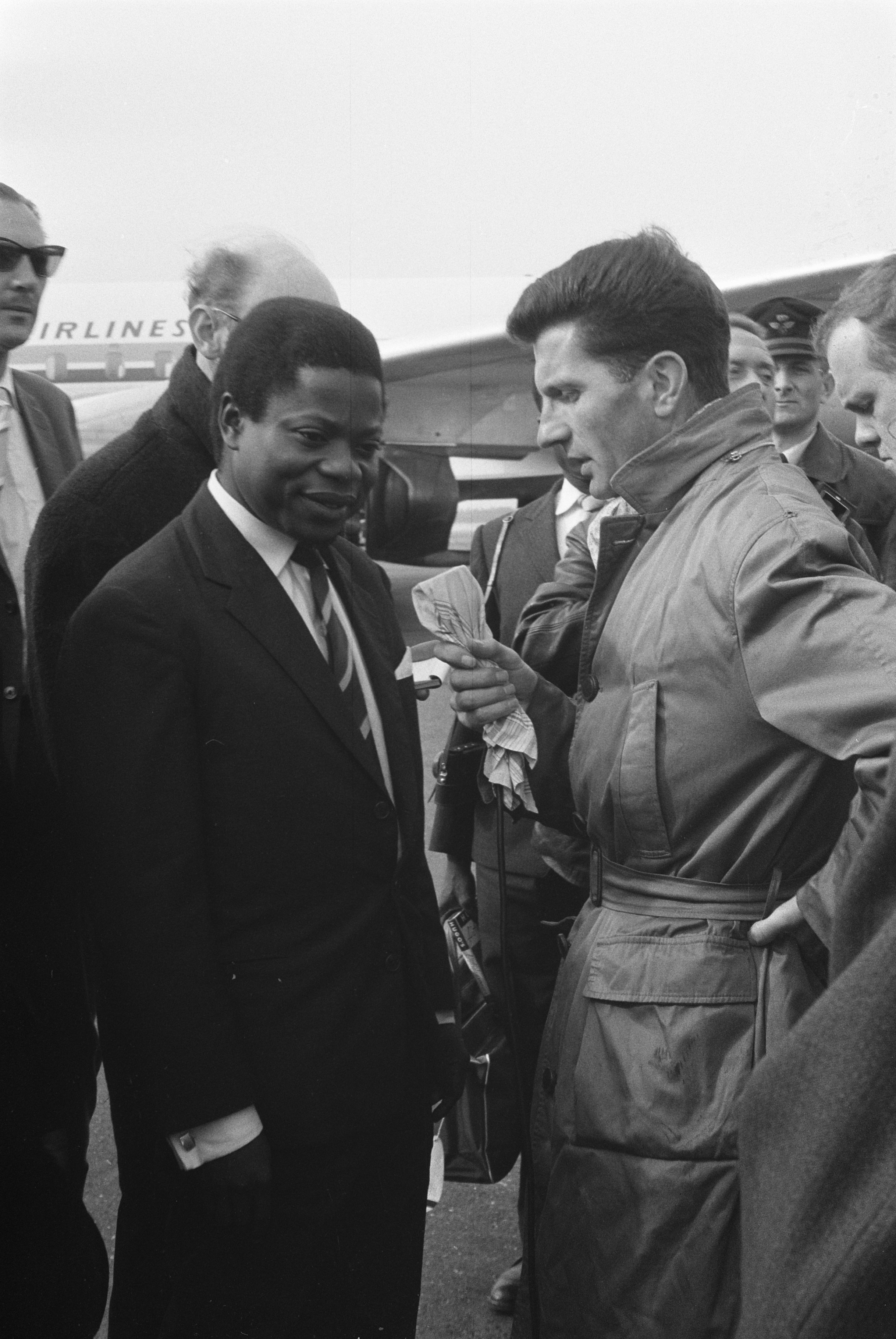
Anefo 911-6368 Aankomst op

Du 20 janvier au 20 février 1960, la Belgique organise, à Bruxelles, la table ronde prélude à l’accession du Congo à la souveraineté internationale. Bomboko y participe en qualité d’observateur de par sa qualité de président de l’Union générale des étudiants du Congo belge et du Ruanda-Urundi (UGEC-RU). Mais aussi, secrétaire de l’Union royale des Congolais de Belgique. Il en sera le député national après les élections remportées par le MNC (Mouvement national congolais) de Patrice Emery Lumumba qui en fait son ministre des Affaires étrangères.
Quelques jours après la grande fête de la liberté recouvrée, l’armée nationale se mutine. La suite est connue avec les guerres tribales, sécessions et assassinats politiques. 
À l’instigation de certaines puissances occidentales, le 4 septembre 1960, le colonel Joseph Mobutu fait son premier coup d’État. Il «neutralise» les deux têtes de l’exécutif et met en place un Collège des commissaires généraux (gouvernement temporaire) présidé par Justin Marie Bomboko. C’est au cours de cette période agitée qu’est né le fameux «Groupe de Binza». Joseph Désiré Mobutu (Armée), Justin Marie Bomboko, (Diplomatie), Victor Nendaka (Sûreté), Albert Ndele (Monnaie), Cyrille Adoula (ministre), Damien Kandolo (secrétaire général à l’Intérieur) étaient les membres les plus éminents. Ce beau monde résidait et se réunissait au Camp para commandos à Binza (Camp Tshatshi).
En août 1961, Cyrille Adoula est désigné Premier ministre. Il forme un gouvernement dans lequel Justin Bomboko retrouve le portefeuille des Affaires étrangères avant de prendre celui du ministère de la Justice, en 1963. À la suite de négociations politiques, Moïse Tshombe rentre de son exil en Espagne. Il forme son équipe gouvernementale dont le signe particulier est l’absence des personnalités portant le label «Groupe de Binza». Justin se retrouve sans poste et regagne l’hémicycle du «Palais de la Nation» fort de son mandat de député.
À l’issue des élections générales organisées en 1965, le parti CONACO (Convention nationale congolaise) de Moïse Tshombe en sort vainqueur. Contre toute attente, le président Joseph Kasa-Vubu désigne Evariste Kimba pour former le gouvernement. Un nouveau bras de fer voit le jour. Le 24 novembre 1965, Mobutu, promu au grade de général, s’empare du pouvoir et rappelle Justin Bomboko à la tête de la diplomatie dans le gouvernement que dirige le général Léonard Mulamba. Le ministère de l’Intérieur est dirigé par Etienne Tshisekedi.
En 1969, « Justin Marie » quitte le gouvernement à la suite d'un remaniement. Il est nommé ambassadeur à Washington où il succède à Cyrille Adoula.
en 1977, il devient membre du Comité central du MPR parti-État dès sa création en 1980. En février 1981, il est nommé Vice-Premier commissaire d’État chargé des Affaires étrangères et de la coopération internationale. En 1982, il est désigné ambassadeur du Zaïre près le Royaume de Belgique avec juridiction sur les Pays-Bas, le Grand-Duché de Luxembourg et la Communauté économique européenne.
en 2002, pendant la période de transition, vice-président du sénat et en 2010 élevé grand cordon de l'ordre des Héros nationaux décoré par le président Joseph Kabila.
https://www.rtbf.be/info/monde/detail_rdc-deces-d-un-des-peres-de-l-independance-justin-bomboko?id=8245603

### MPR (parti unique)
En 1967, Justin Bomboko, Joseph Mobutu, Etienne Tshisekedi et Singa Udjuu rédigèrent le Manifeste de la Nsele. Le 20 mai de cette année, le Mouvement Populaire de la Révolution (MPR) est né. Il succède au Corps des volontaires de la République (CVR) qu’animaient Joseph Kabayidi et Gaston N’sengi Biembe. Bomboko est, de fait, membre du Bureau Politique du MPR. En septembre 1968, le chef de la diplomatie congolaise se rend au Congo-Brazzaville pour demander aux autorités de ce pays d’autoriser le retour de Pierre Mulele à Kinshasa au nom de la «réconciliation nationale». La suite est connue.
En 1969, « Justin Marie » quitte le gouvernement à la suite d'un remaniement. Il est nommé ambassadeur à Washington où il succède à Cyrille Adoula. Lors d’un congrès du MPR, au début des années 1970, il est interpellé avec son «complice» Victor Nendaka Bika pour « atteinte à la sûreté de l’État ». À la suite des mesures de nationalisation dites « zaïrianisation » en 1973, Justin Bomboko est devenu acquéreur de la « SAPA », une entreprise spécialisée dans le commerce général et devient président de plusieurs sociétés.

### Chute du MPR
À l’issue des travaux de la Conférence nationale souveraine (CNS), Justin Bomboko a siégé au Haut Conseil de la République-Parlement de Transition (HCR-PT).
En 1997, A l’entrée de l’AFDL, il ne quitte pas le pays mais se met sous la protection diplomatique belge jusqu'à l'assassinat de Laurent-Désiré Kabila en 2001.

### Transition et décorations
En 1998, c’est la reprise de la guerre après la rupture entre Laurent-Désiré Kabila et ses anciens parrains rwandais et ougandais. Après la signature de l’accord de cessez-le-feu de Lusaka en juillet 1999, les belligérants, encouragés par la «communauté internationale», lancent l’idée d’organisation des «négociations politiques» ou Dialogue inter Congolais. En prévision de ces assises, Louis Michel, alors ministre belge des Affaires étrangères, a organisé, en janvier 2002, à Bruxelles, une réunion de concertation des membres de la société civile. Bomboko a pris part à cette rencontre sous l’étiquette «Pionniers de l’indépendance». C’est sous cette même étiquette qu’il va participer au Dialogue inter Congolais à Sun City, en Afrique du Sud.
Le 30 juin 2010 à l'occasion de la fête d'indépendance,
Le chancelier de la République démocratique du Congo a remis, au cours d’une cérémonie organisée à l’hémicycle du Palais de la nation à Kinshasa, au Président Joseph Kabila, les insignes de grand cordon de l’ordre national « Héros nationaux Kabila – Lumumba », symbole de l’excellence pour ce qu’il a fait dans le pays. Pour sa part, le chef de l’État a élevé au grade de grand cordon du même ordre, six pionniers de l’indépendance, il s'agit du patriarche  Justin Bomboko, du patriarche Antoine Gizenga, Christophe Gbenye, etc. Tous ces bénéficiaires ont joué un rôle d’avant-gardiste avant l’indépendance. En reconnaissance des sacrifices qu’ils ont consentis et des immenses services rendus à la nation, il leur a été conféré un statut spécial de témoin privilégié de l’indépendance de la République démocratique du Congo.
Ils ont désormais le rang de ministre à vie et chacun a droit à une voiture de service de l’État, aux soins médicaux aux frais de l’État et autres avantages accordés aux ministres (salaire).
Il a joué un rôle prépondérant dans le régime de Joseph Kabila.

### Sources
- « RDC: Justin-Marie Bomboko est décédé à l’âge de 86 ans », Radio Okapi.net,‎ 10 avril 2014 (lire en ligne)